# Gottolengo
Gottolengo (AFI: /ɡottoˈlenɡo, ɡottoˈlɛnɡo/; Otalènch in dialetto bresciano) è un comune italiano di 5 036 abitanti della provincia di Brescia in Lombardia. Si trova nella Bassa Bresciana, la zona più meridionale di tutta la provincia, quella che comprende il maggior numero di comuni (ben sessantuno).
Gottolengo è un importante sito archeologico, dato l'alto numero di reperti dissotterrati a partire dalla metà degli anni venti nella zona del Castellaro. Oggi il comune è anche un centro industriale, ma conserva ancora numerose tracce di vita contadina alla quale il paese è rimasto attaccato fino a non molti decenni fa. La piccola e ormai disabitata frazione di Solaro si trova a nord del centro abitato.

## Geografia fisica

### Territorio
Il territorio di Gottolengo è compreso nella pianura Padana. Il comune è situato accanto ai confini delle province di Cremona e di Mantova ed è inserito nell'area della Bassa Bresciana orientale, ovvero il territorio di pianura a sud-est della provincia; il paese è perciò interamente pianeggiante. L'unica altura è sita in località Castellaro, una collina che costituisce il punto più elevato di Gottolengo (65 metri sul livello del mare).

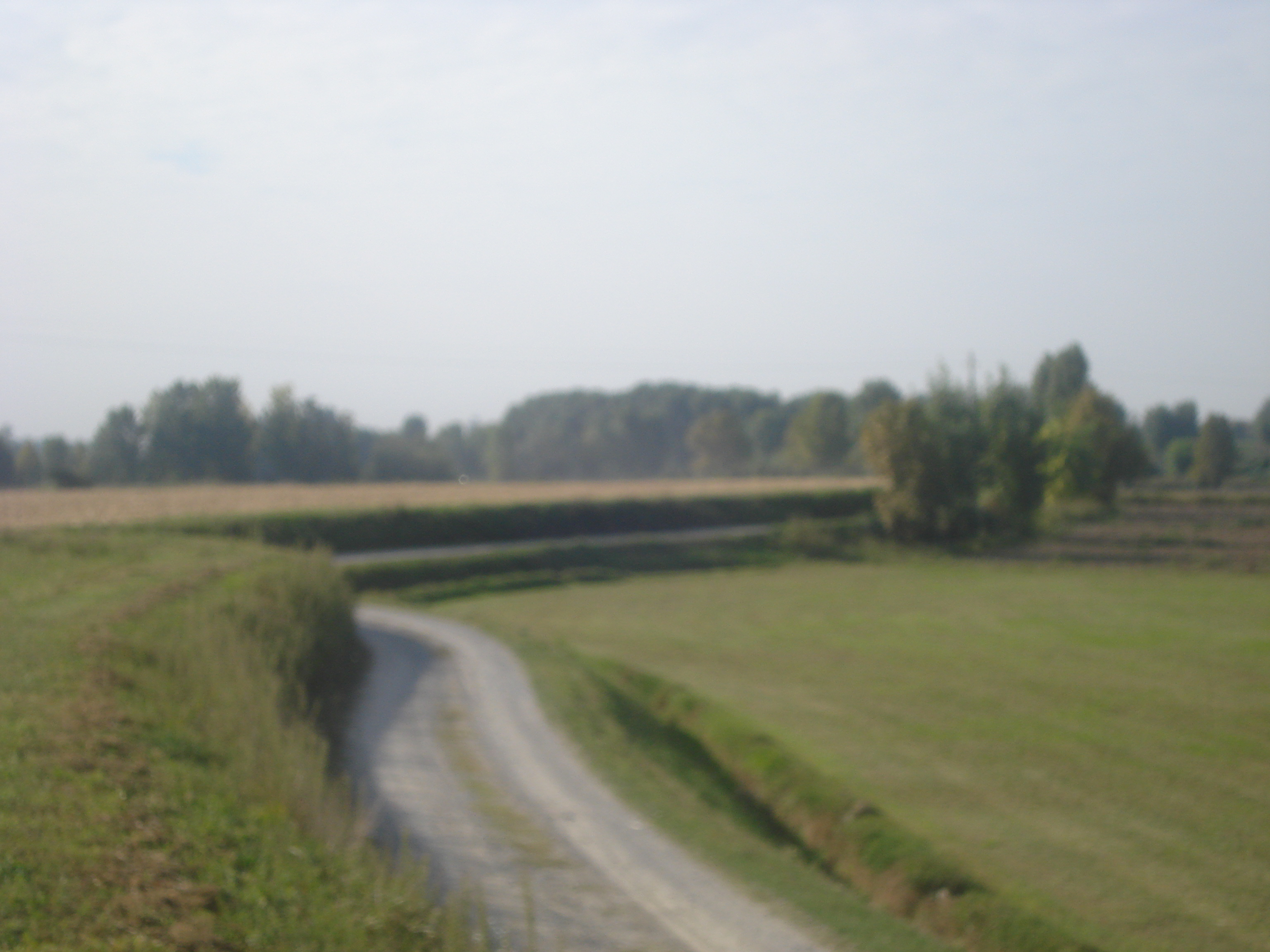
Caratteristica immagine della campagna gottolenghese

Il principale fiume passante per il paese è il Gambara, nome attribuitogli poiché attraversa l'omonimo comune con il quale Gottolengo confina a sud.
Numerosi e fondamentali per l'economia del paese sono anche i vari canali artificiali, destinati all'irrigazione dei campi coltivati.
Per quanto attiene al rischio sismico, Gottolengo è classificata a basso rischio (Zona 3) dopo il terremoto del 24 novembre 2004.

### Clima
Il clima è quello tipico dei comuni dell'alta val Padana: l'estate è caratterizzata da caldo afoso con elevata umidità, mentre l'inverno è invece rigido e spesso nebbioso, con sporadiche nevicate durante i mesi più freddi.
| BRESCIA GHEDI (1961-1990)   | Mesi         | Mesi         | Mesi        | Mesi        | Mesi        | Mesi        | Mesi        | Mesi        | Mesi        | Mesi        | Mesi        | Mesi         | Stagioni | Stagioni | Stagioni | Stagioni | Anno  |
| BRESCIA GHEDI (1961-1990)   | Gen          | Feb          | Mar         | Apr         | Mag         | Giu         | Lug         | Ago         | Set         | Ott         | Nov         | Dic          | Inv      | Pri      | Est      | Aut      | Anno  |
| --------------------------- | ------------ | ------------ | ----------- | ----------- | ----------- | ----------- | ----------- | ----------- | ----------- | ----------- | ----------- | ------------ | -------- | -------- | -------- | -------- | ----- |
| T. max. media (°C)          | 4,3          | 7,9          | 12,8        | 17,1        | 22,0        | 26,1        | 28,6        | 27,5        | 24,1        | 18,2        | 10,4        | 5,2          | 5,8      | 17,3     | 27,4     | 17,6     | 17,0  |
| T. min. media (°C)          | −2,8         | −0,7         | 2,9         | 6,8         | 11,3        | 15,3        | 17,8        | 17,2        | 13,9        | 8,7         | 3,1         | −1,6         | −1,7     | 7,0      | 16,8     | 8,6      | 7,7   |
| T. max. assoluta (°C)       | 16,4 (1983)  | 22,0 (1990)  | 23,2 (1990) | 27,1 (1987) | 31,2 (1975) | 34,8 (1962) | 36,1 (1983) | 35,0 (1983) | 31,6 (1973) | 26,8 (1986) | 19,0 (1972) | 17,0 (1989)  | 22,0     | 31,2     | 36,1     | 31,6     | 36,1  |
| T. min. assoluta (°C)       | −19,4 (1985) | −11,1 (1987) | −8,6 (1971) | −2,0 (1973) | 0,2 (1987)  | 7,1 (1986)  | 9,4 (1980)  | 8,1 (1986)  | 3,8 (1972)  | −1,7 (1973) | −8,2 (1988) | −11,0 (1986) | −19,4    | −8,6     | 7,1      | −8,2     | −19,4 |
| Nuvolosità (okta al giorno) | 5,5          | 4,6          | 4,2         | 4,4         | 4,3         | 3,9         | 3,0         | 3,0         | 3,2         | 3,9         | 5,3         | 5,3          | 5,1      | 4,3      | 3,3      | 4,1      | 4,2   |
| Precipitazioni (mm)         | 59,6         | 53,9         | 63,8        | 69,2        | 91,7        | 75,0        | 72,5        | 84,8        | 62,4        | 83,7        | 78,6        | 53,8         | 167,3    | 224,7    | 232,3    | 224,7    | 849,0 |
| Giorni di pioggia           | 7            | 6            | 7           | 8           | 9           | 8           | 6           | 6           | 6           | 6           | 8           | 6            | 19       | 24       | 20       | 20       | 83    |
| Umidità relativa media (%)  | 86           | 81           | 75          | 76          | 73          | 71          | 72          | 72          | 75          | 79          | 85          | 86           | 84,3     | 74,7     | 71,7     | 79,7     | 77,6  |
| Vento (direzione-m/s)       | W 3,3        | E 3,4        | E 3,7       | E 3,6       | E 3,3       | E 3,2       | E 3,2       | E 3,2       | E 3,1       | E 3,2       | E 3,3       | W 3,2        | 3,3      | 3,5      | 3,2      | 3,2      | 3,3   |

- Classificazione climatica: zona E, 2479 GG.[10]

## Origini del nome
Il toponimo Gottolengo deriva quasi certamente da forme gotiche-longobarde, come testimonia la radice Gott-, senza ombra di dubbio di origine gotica, mentre il suffisso in "-engo" è tipicamente longobardo. D'altra parte la derivazione da dialetti germanici specie longobardi, è particolarmente diffusa nella toponomastica del territorio circostante.
Gottolengo significa presumibilmente "territorio appartenente al villaggio".
Tale denominazione appare per la prima volta nel Diploma di Berengario II all'abate di Leno del 958.

## Storia

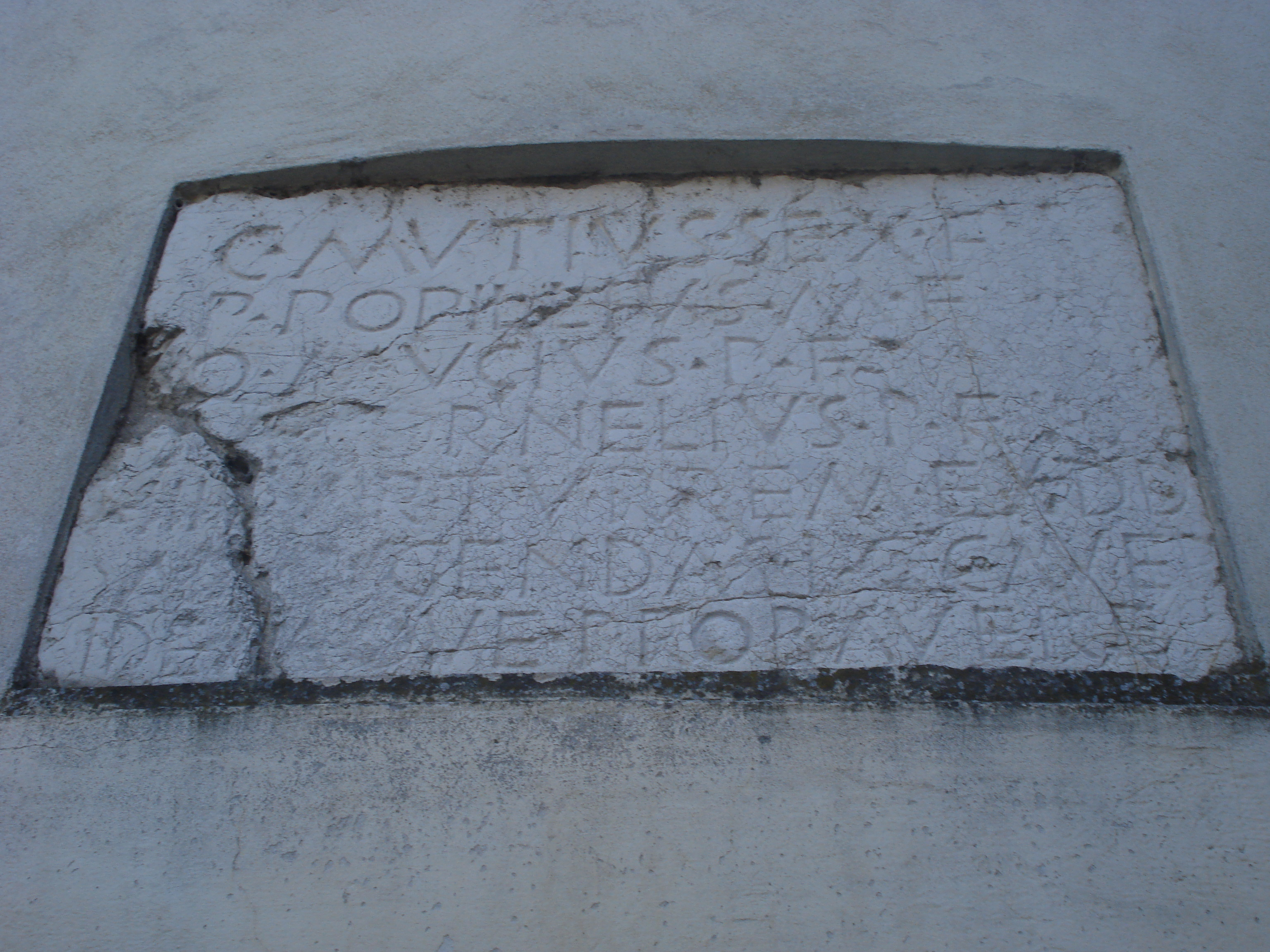
L'antica lapide romana posta nell'abside della chiesa

La zona in cui sorge l'odierno comune di Gottolengo cominciò ad essere abitata fin dal 2000 a.C., quando i primi uomini iniziarono a stabilirsi nella zona del Castellaro, costruendo inizialmente semplici palafitte. Essi scelsero di vivere in quel luogo perché circondato da un torrente sopra cui si trovava un'altura strategica. Tuttavia la località fu abbandonata già sul finire dell'età del bronzo e un nuovo villaggio fu fondato nel luogo in cui oggi sorge e si sviluppa l'attuale centro abitato. Il fatto è testimoniato dalla presenza della cosiddetta Lapide dei Quattuorviri (I secolo) che ricorda l'innalzamento in seguito ad un decreto dei decurioni, ossia il consiglio cittadino con sede a Brixia (l'odierna Brescia, del cui municipium faceva parte Gottolengo), di una torre di difesa sotto la cura dei supremi magistrati municipali, i Quattuorviri. Sulla lapide, murata nell'abside della chiesa parrocchiale, è incisa la seguente epigrafe:
Alla fine del VI secolo il territorio gottolenghese cadde in mano ai Longobardi, i quali successivamente lo donarono alla nascente Badia leonense, abbazia diretta da benedettini con sede a Leno. L'edificio religioso fu fatto costruire nel 758 da Desiderio, re longobardo originario di Brescia, già fondatore nella sua città natale, assieme alla moglie Ansa, del Monastero di Santa Giulia, di cui era stata nominata prima badessa la figlia Anselperga.

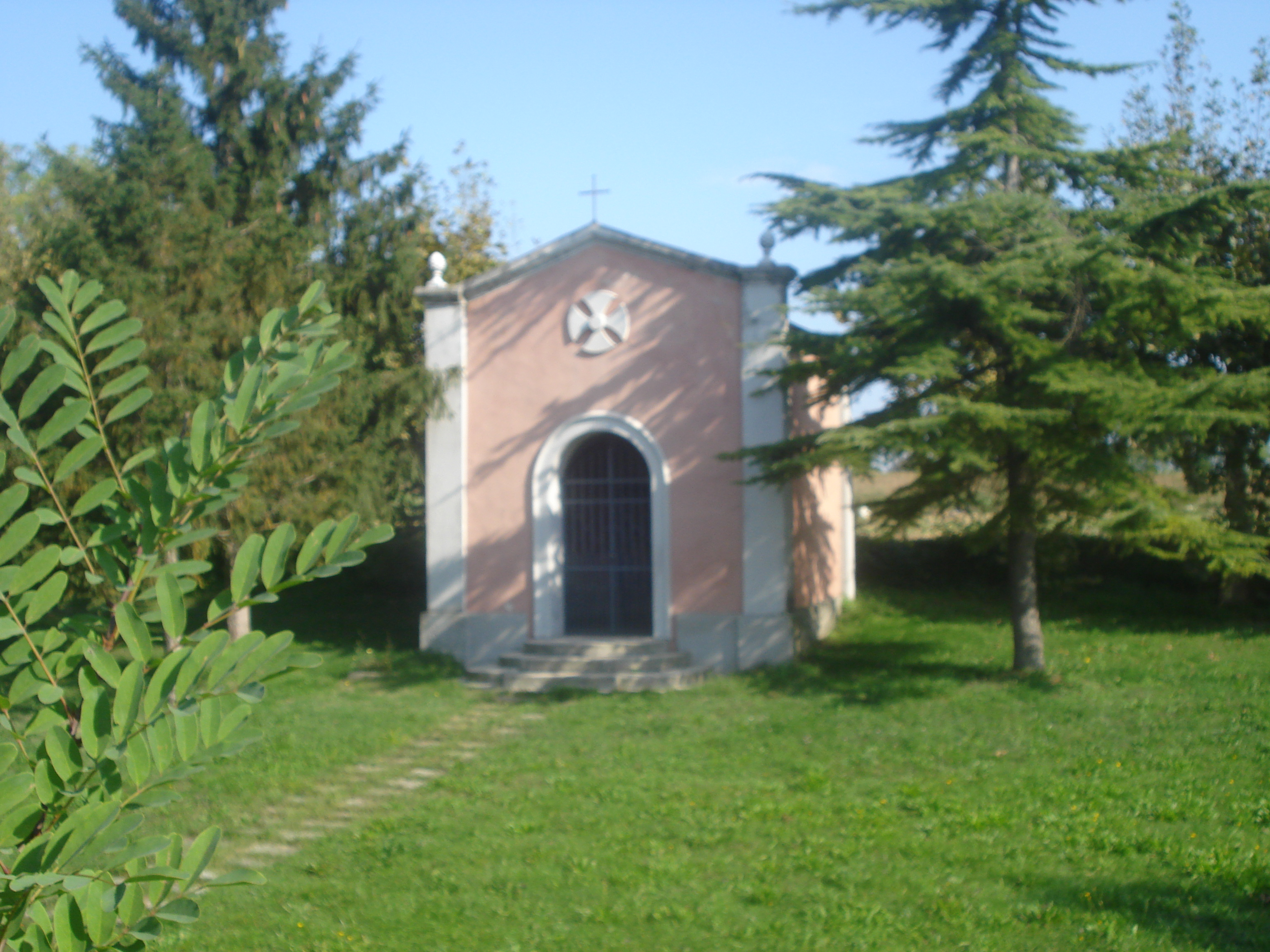
La santella di S. Gottardo ubicata nella zona dell'ex lazzaretto, sulla strada comunale per Gambara

In epoca tardomedievale e rinascimentale Gottolengo divenne un borgo murato di media importanza, dapprima sotto la giurisdizione politico-amministrativa dei monaci della Badia, poi sotto l'egemonia dei Visconti e infine sotto il controllo della Repubblica di Venezia. Nell'ottobre del 1521 il borgo venne saccheggiato dai Lanzichenecchi e cadde in uno stato di miseria e abbandono. Nello stesso anno venne conferito a Gottolengo un riconoscimento dal governo francese; il comune fu insignito di tre gigli di Francia, che tutt'oggi appaiono sullo stemma del paese, per aver aiutato la Repubblica di Venezia alleata dei Francesi nella resistenza contro Carlo V d'Asburgo.
Nel 1836 Gottolengo venne flagellato da un'epidemia di colera. Di conseguenza venne fondato, al di fuori del centro abitato, nella località di Castellaro, un lazzaretto, ove i malati venivano ricoverati per non infettare la popolazione sana che viveva entro le mura del comune.
A cavallo fra la fine dell'Ottocento e l'inizio del Novecento iniziò a svilupparsi il settore terziario, parallelamente all'istituzione della prima banca agricola. Nel 1914 il paese fu raggiunto dalla diramazione Pavone Mella-Gambara della tranvia Brescia-Ostiano la quale funzionò fino al 1932. Allo scoppio della Grande guerra, dal paese partirono per il fronte molti soldati, ricordati come eroi della patria nel monumento ai caduti di Gottolengo che sorge lungo la strada provinciale per Leno. Il paese venne scosso dalla seconda guerra mondiale e, al cessare delle ostilità, con la località liberata dagli Angloamericani, la cittadina era ormai caduta in uno stato di assoluta miseria. Fu solo con la rivoluzione industriale del secondo dopoguerra che nel paese iniziò a mutare l'assetto economico. Ai vecchi mestieri e alle tradizionali attività agricolo-artigianali si sono venute affiancando nel tempo diverse imprese industriali, ma nel paese è rimasto ancora oggi molto vivo lo spirito contadino di un tempo, che riveste ancora oggi un'importanza economica e sociale determinante.

### Simboli
Lo stemma e il gonfalone sono stati concessi con D.P.R. del 20 marzo 2006.
(D.P.R. 20.03.2006)
Il gonfalone è un drappo di azzurro.
Lo stemma gottolenghese è un semplice scudo d'oro con una fascia che contiene i tre gigli d'oro di Francia, che furono riconosciuti al comune per aver affiancato i Veneziani nella lotta contro Carlo V d'Asburgo.
Il passaggio delle truppe ispano-pontificie fu devastante per Gottolengo: il 29 ottobre 1521 i soldati fecero irruzione nel borgo, depredando e saccheggiando tutto ciò che trovarono. Il comune di Gottolengo fu di conseguenza sollevato dal pagare le tasse per circa cinque anni e istituì, su concessione, un mercato proprio.
Gottolengo possedeva fino a non molto tempo fa un altro stemma, più sontuoso e decorato, assegnatogli durante l'epoca napoleonica; tale simbolo è stato successivamente soppresso dal regime fascista per poi ritornare in uso durante gli anni del secondo dopoguerra. Su di esso erano presenti vari tamburi, una testa di cavallo, armi e bandiere; era sprovvisto della corona dei comuni, che oggi è presente al di sopra dello scudo. Di recente il vessillo è stato semplificato e riadattato, ma conserva ancora i gigli di Francia, a ricordo dell'episodio citato.

## Monumenti e luoghi di interesse

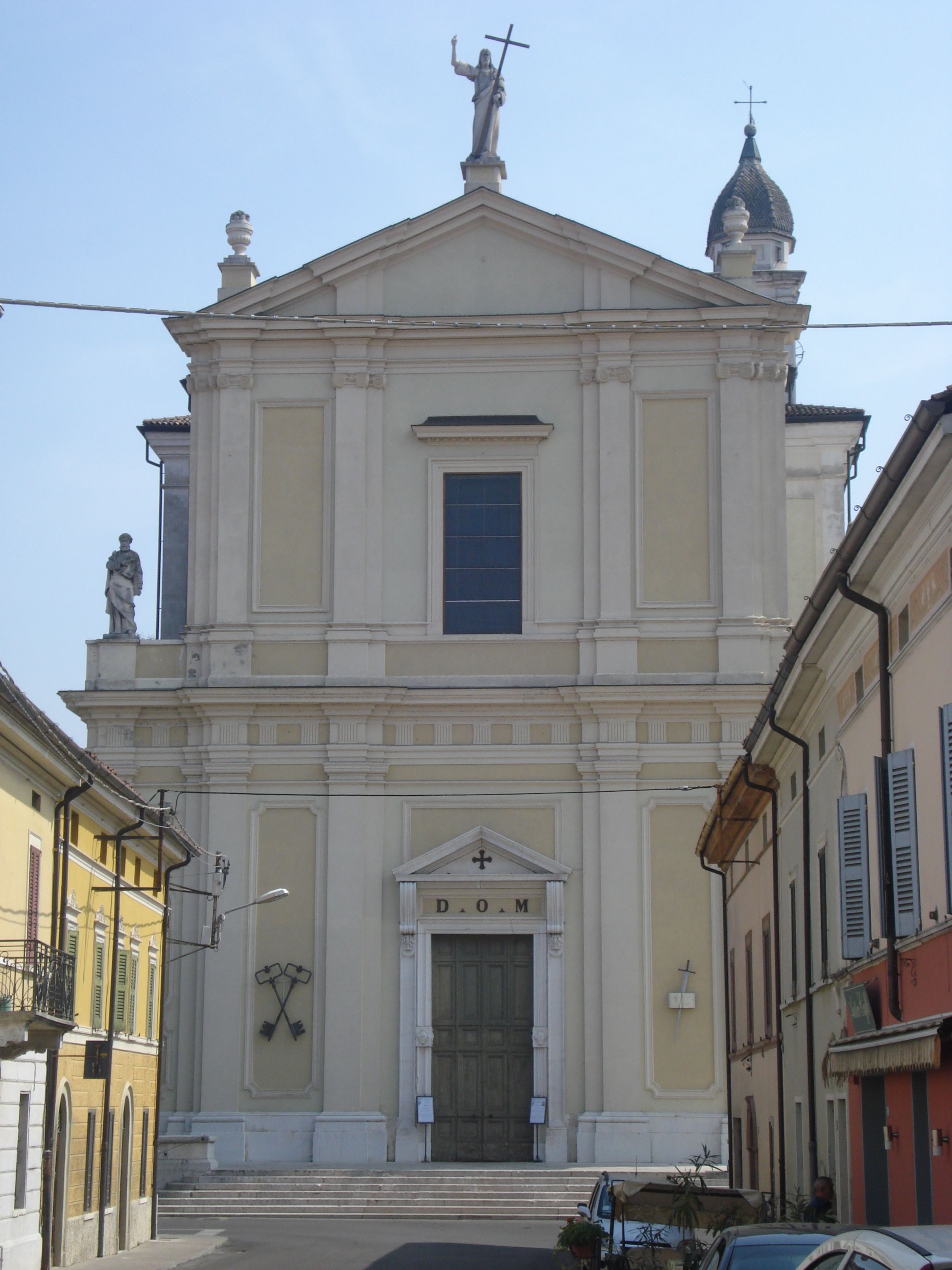
La parrocchiale dei Santi Pietro e Paolo

### Architetture religiose

#### Chiesa dei Santi Pietro e Paolo
L'attuale parrocchiale gottolenghese, dedicata ai santi Pietro e Paolo, fu costruita a partire dal 1746 su progetto dell'architetto Domenico Prandini di Calvisano per poter vantare una chiesa che non sfigurasse nel confronto con quella del vicino comune di Gambara. La costruzione fu ultimata nel 1765 e l'edificio consacrato nel 1778, come ricordano due lapidi poste sul sovraporta dei portalini del coro.

La chiesa, costruita in stile barocco, è ricca di numerosi affreschi, come il Martirio di San Pietro posto in cima all'abside, sotto il quale si trova la zona dell'altare maggiore. Altra opera importante è la Vergine con San Pietro, attribuita al Cignaroli, posta sopra il coro. Oltre ai sette altari in marmo, costituiti da cellette laterali e decorati con statue o affreschi la chiesa racchiude al suo interno anche opere in legno raffiguranti il Cristo morente in croce e la Madonna ed un organo Serassi, costruito attorno alla seconda metà dell'Ottocento e di recente restaurato.

La facciata è suddivisa in due ordini, sul primo marcapiano si trovano le statue di San Pietro e di San Paolo, mentre sulla sommità è presente la scultura della risurrezione di Cristo. Nella parrocchiale vengono officiate le principali funzioni religiose del paese.

#### Convento di San Girolamo

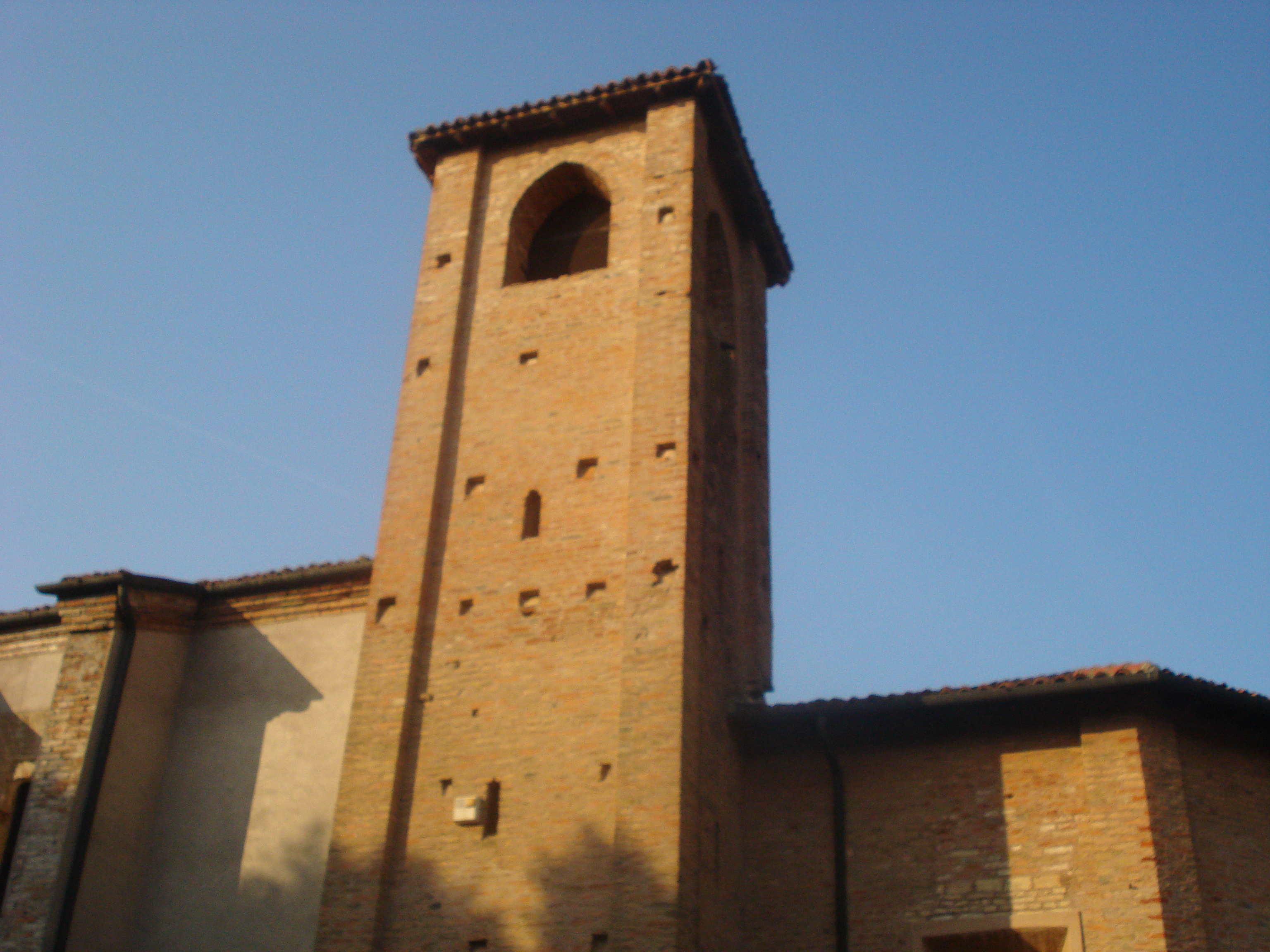
Il campanile in mattoni della chiesa di San Girolamo

Il convento dei carmelitani, dedicato a san Girolamo, sorse nel 1479 al di fuori del borgo murato. I lavori iniziarono dopo che un ricco orefice gottolenghese aveva lasciato tutti i suoi averi al comune da utilizzarsi in opere di bene. Il municipio decise di dare il denaro ad un carmelitano e finanziò la costruzione fornendo i mattoni necessari all'innalzamento del monastero. La costruzione comprendeva il convento con annessa una chiesa; i Carmelitani che vivevano al suo interno erano dediti a opere di carità a favore dei poveri, prestando un servizio ospedaliero e assistenziale. È a questi frati che si deve, nel Cinquecento, l'introduzione nella zona della coltivazione della patata. Il monastero carmelitano fu soppresso nel 1797 e trasformato in ospedale, e al suo interno sono stati in seguito costruiti degli alloggi.
La chiesa ha continuato a esistere anche dopo lo smantellamento del monastero come cappella dell'ospedale, divenendo una dipendenza della parrocchia di Gottolengo; recentemente è stata restaurata e oggi funge da luogo di culto solo in determinate occasioni. La chiesa è costituita da un'unica navata ai cui lati si aprono otto cellette decorate con numerosi affreschi di santi, fra i quali spiccano quelli di santa Lucia, santa Apollonia e sant'Antonio abate. Oggetto di profonda devozione da parte dei cittadini di Gottolengo è la cinquecentesca statua in legno della Madonna Orante in trono con Bambino sita al suo interno. La chiesa è di proprietà dell'ente Fondazione Casa di Riposo Cami-Alberini.

#### Santuario dell'Incidella

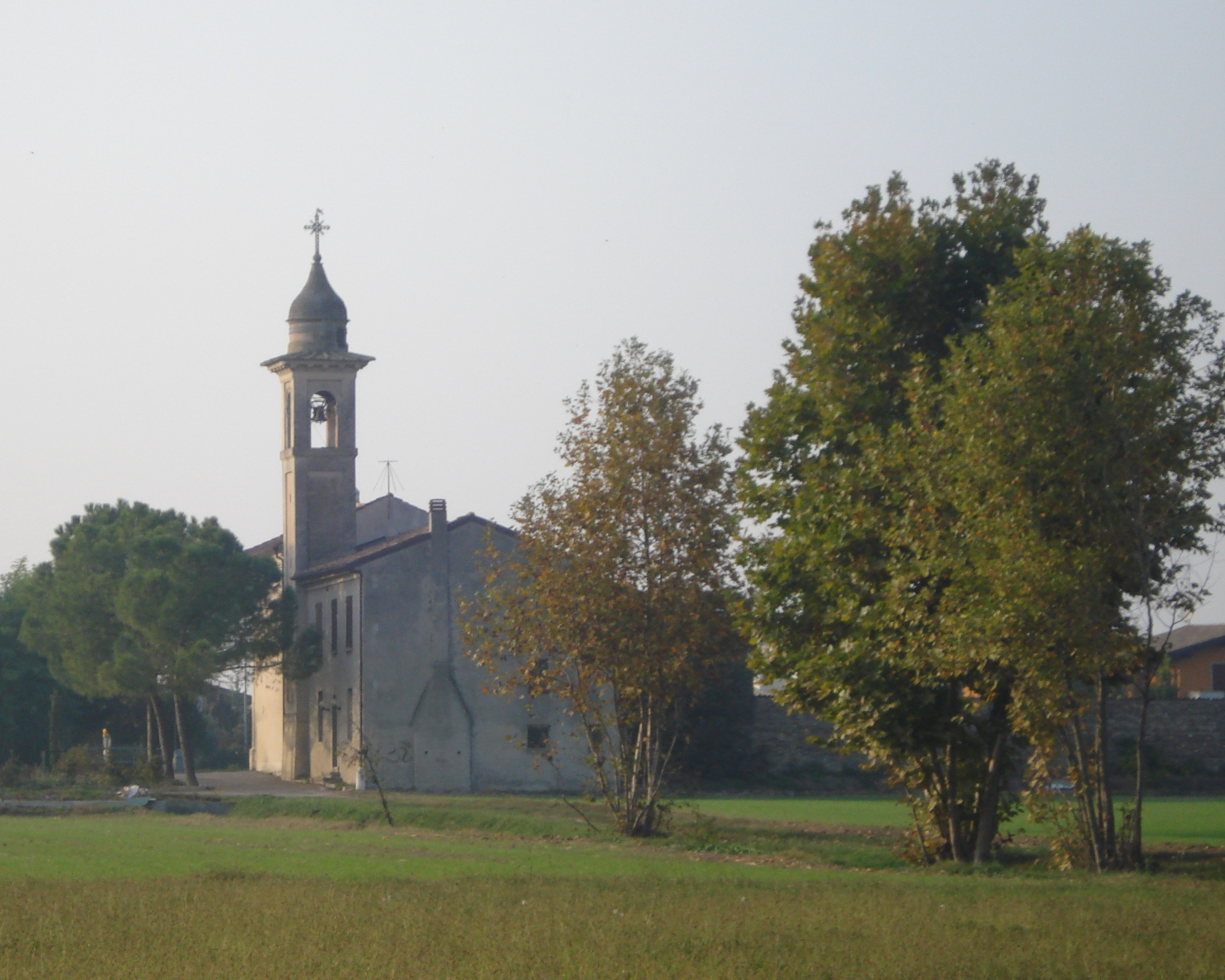
Retro del santuario dell'Incidella

Il Santuario dell'Incidella, che si trova lungo la strada che dal comune conduce alla frazione di Solaro e a Isorella, è un luogo di culto dedicato alla natività della Beata Vergine Maria e definito santuario perché l'edificio venne eretto a seguito di un miracolo ivi avvenuto nel 1653. L'edificio, composto da un oratorio e da una chiesa con campanile, risale al XVII secolo ed è stato costruito in stile barocco su una cappella preesistente.
L'ingresso, costituito in passato da un porticato a tre arcate antistante la facciata della chiesa, è stato rimosso dopo che un camion nel 1960 lo aveva danneggiato in un incidente stradale e non è stato mai più ripristinato. Nella facciata si trovano un portale rifinito in marmo e un rosone ornato con vetri colorati.

### Architetture civili e militari

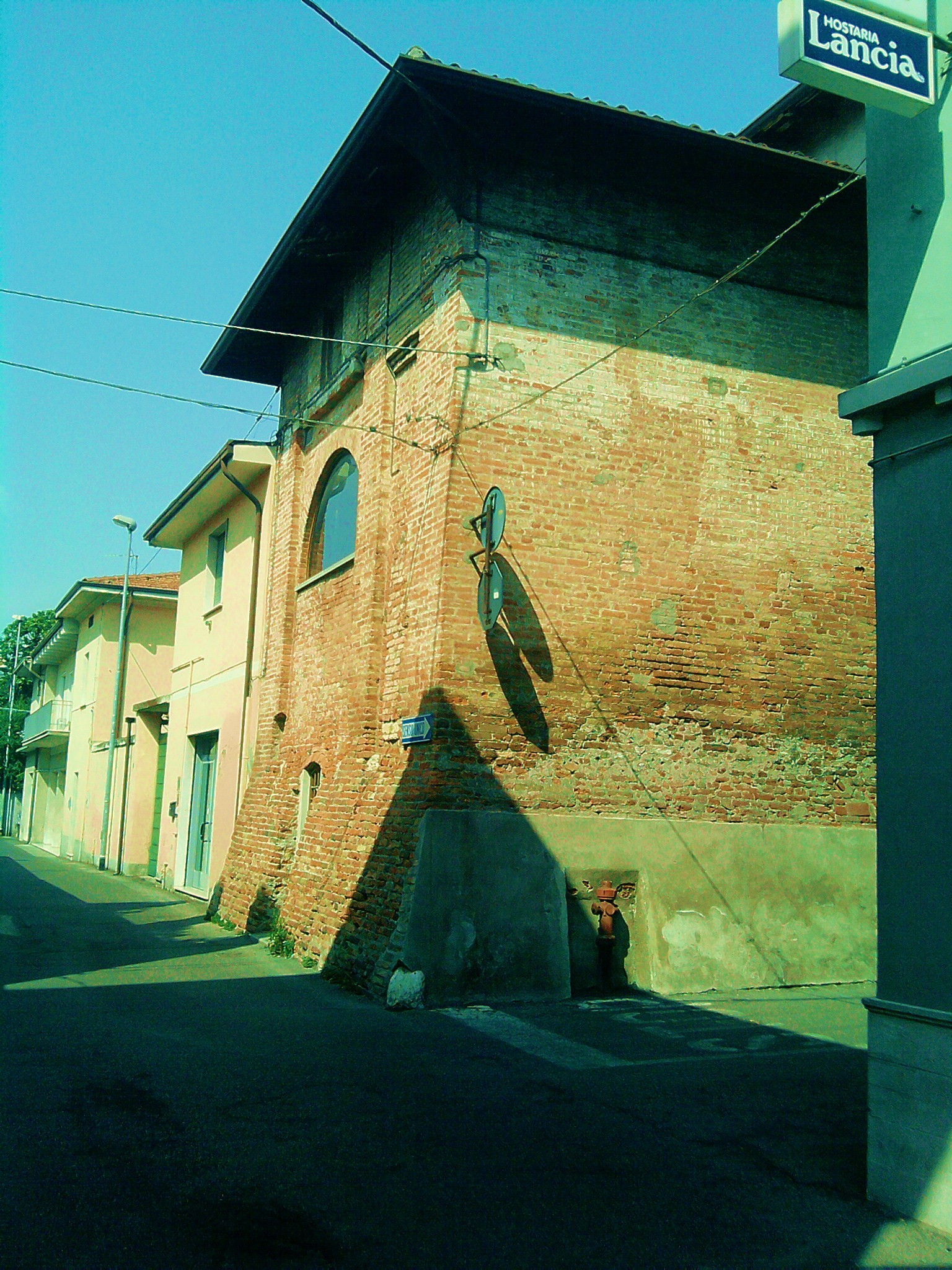
La casa torre

Edificio sito di fronte alla piazza principale del paese è il teatro comunale dedicato al politico bresciano Giuseppe Zanardelli, in stile Liberty, di recente ristrutturato. A fianco della piazza sorge la Casa Torre, resti di un fortino che un tempo costituiva l'accesso principale dell'antico borgo. Il torrione era infatti parte di un antico sistema murario oggi scomparso, circondato da un torrente e provvisto di un ponte levatoio attraverso il quale si accedeva al suo interno.

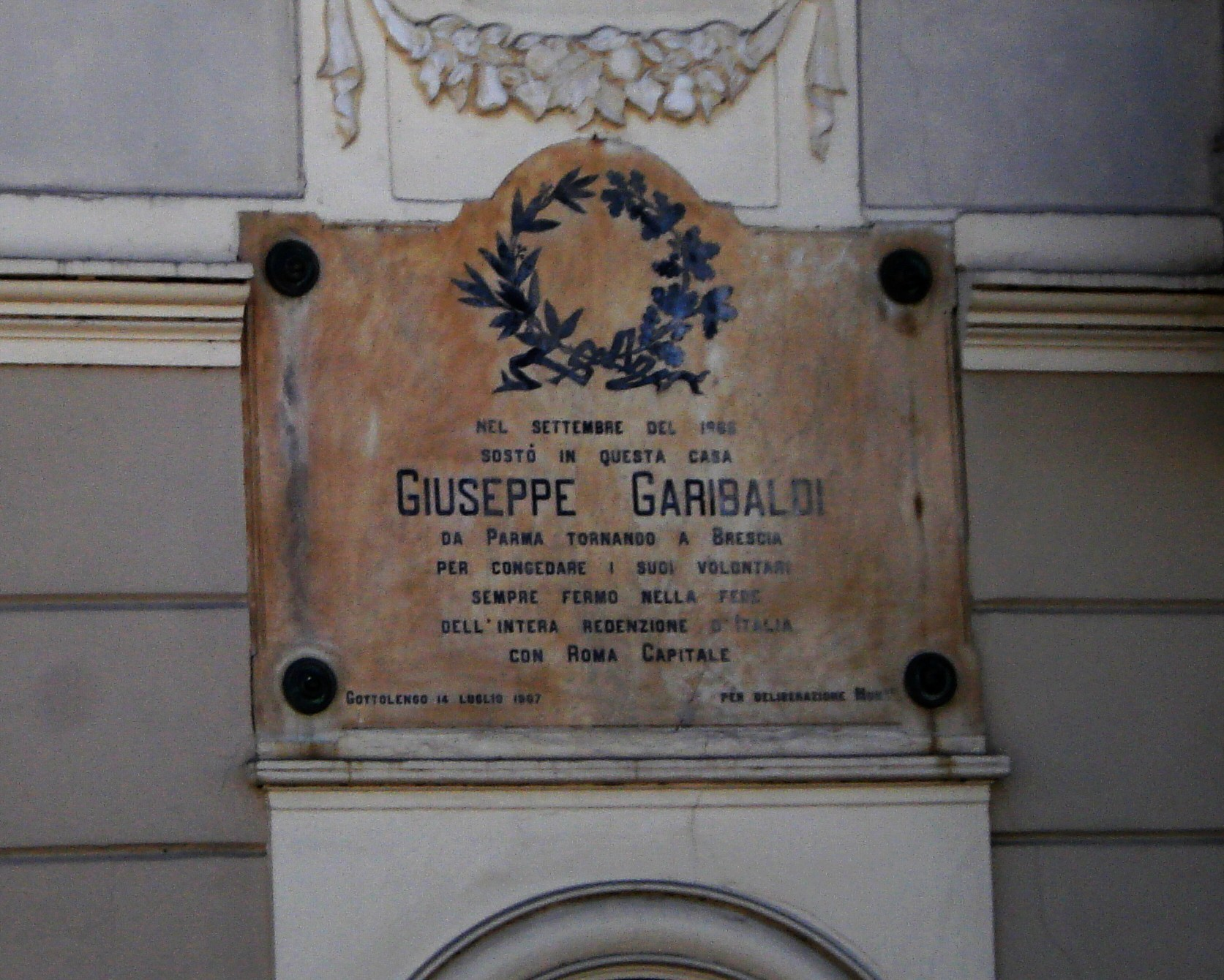
La targa che ricorda il soggiorno di Garibaldi

La torre è oggi adibita a piccolo museo del territorio e in essa sono conservati i reperti archeologici rinvenuti nella zona del Castellaro. Un'antica leggenda di origine longobarda narra che al suo interno vi sia custodita una chioccia d'oro con pulcini. Un altro edificio degno di attenzione è la casa dove soggiornò Giuseppe Garibaldi nel 1866, al cui interno vi sono oggi piccoli appartamenti, ma ove è ancora conservata, risparmiata dai recenti restauri, la targa commemorativa che ricorda la sosta dell'eroe.

### Siti archeologici
A partire dai primi anni del secolo scorso il territorio di Gottolengo fu oggetto di ricerche scientifiche e rinvenimenti archeologici. La zona in cui avvennero i primi ritrovamenti, oggi detta "Castellaro", è un'area costituita da un basso altopiano posta ai limiti meridionali del centro abitato. Nella zona sono presenti testimonianze di insediamenti attribuibili a popolazioni quali i Galli Cenomani e i Romani, custodite nel piccolo museo civico di Gottolengo ospitato all'interno della casa torre. Nel corso degli anni da questo luogo sono riaffiorati vari oggetti di vita quotidiana, come rudimentali telai, armi, resti in bronzo e un prezioso corno in terracotta, considerato fra gli strumenti da suono più antichi del mondo. Nel 1925 nella stessa zona venne rinvenuto il cosiddetto "Elmo celtico da Gottolengo", risalente alla fine del IV secolo a.C., ovvero all'epoca dell'insediamento dei Cenomani; numerosi anche gli spilloni e altri materiali metallici rinvenuti, come pure diverse testimonianze di lapidi romane, tra le quali quella inserita nell'abside della parrocchiale e un'altra che ricorda lo scioglimento di un voto ad Apollo.

## Società

### Evoluzione demografica
Fra l'Ottocento e il Novecento alcuni gottolenghesi, come del resto molti italiani, emigrarono in cerca di fortuna nelle Americhe (USA e Argentina in particolare) o in Australia. Negli anni immediatamente successivi alla seconda guerra mondiale la popolazione del comune raggiunse il suo picco più alto con 5 225 abitanti. In quegli anni anche la frazione di Solaro, oggi deserta, contava circa 1500 residenti che abitavano nelle enormi cascine a corte tipiche della Val Padana e anche in alcune strutture pubbliche. Negli anni successivi una nuova ondata migratoria coinvolse il paese, con destinazione le grandi città del nord Italia come Milano, Torino, Genova e Brescia alla ricerca di lavoro nelle nascenti fabbriche.
Abitanti censiti

### Etnie e minoranze straniere
Il paese, come ormai molti altri dell'Italia e specialmente della val Padana, conta una significativa presenza di cittadini stranieri. Considerando le varie comunità presenti nel territorio, al 1º gennaio 2018 vi risiedono in totale 599 persone provenienti dall'estero, che rappresentano circa il 11,6% della popolazione totale. Le comunità maggiormente rappresentate sono:
1. India, 273
2. Marocco, 122
3. Romania, 62
4. Albania, 31
5. Senegal, 29
6. Cina, 27

### Lingue e dialetti
Sul tutto il territorio comunale la lingua ufficiale è unicamente l'italiano. Tuttavia sul territorio è largamente diffuso l'utilizzo del dialetto bresciano, sia nella popolazione più anziana che in quella più giovane.

### Religione
Sul territorio comunale esiste un'unica parrocchia, appartenente alla diocesi di Brescia.
Nella parrocchia di Gottolengo il percorso del Cammino neocatecumenale si è diffuso fin dal 1970, quando da Roma giunse un'équipe mista di religiosi e laici che, con il benestare del vescovo, avviò una prima esperienza di percorso catechetico; a tale diffusione contribuì anche la presenza del gottolenghese Mario Pezzi, considerato uno dei tre fondatori dell'iniziativa cattolica. Da allora varie comunità hanno aderito al Cammino, oggigiorno nel comune ne sono presenti sei distinte.
A cura della parrocchia viene stampato a tiratura trimestrale dal 1964 un bollettino parrocchiale, definito "giornale" per il suo formato da quotidiano, "Il Redone", i cui principali argomenti sono di carattere religioso, culturale e sociale. La sede si trova nel centro pastorale di Gottolengo.

### Tradizioni e folclore
Una festa della Madonna del Carmelo si tiene attorno alla metà del mese di luglio, a partire dal giorno in cui si venera la Madonna del Carmelo. I festeggiamenti durano circa una settimana e iniziano con la processione per le vie del paese: la statua mariana viene trasferita dalla chiesa di San Girolamo alla parrocchiale, dove rimane esposta per tutta la durata dell'evento. La festa è contornata dalla fiera del paese.

## Cultura

### Istruzione
Nel territorio comunale è presente un istituto comprensivo, nella cui sede coesistono una scuola materna e una elementare, e del quale fa parte l'istituto di primo grado Luigi Sturzo. A Gottolengo si trova anche una scuola materna paritaria della Fondazione P. Caprettini.

### Media
In Gottolengo trasmette dal 1990 una piccola stazione televisiva, la TeleradioGottolengo, o più semplicemente TRG. La sede è gestita dai curati di Gottolengo e oggi alla sua guida vi è l'attuale prevosto. La programmazione è dedicata quasi esclusivamente ad informazioni a livello locale o religioso.
Dal 30 luglio 2022 TRG ha terminato le trasmissioni via etere, e i suoi programmi vanno in onda solo tramite YouTube.

### Teatro

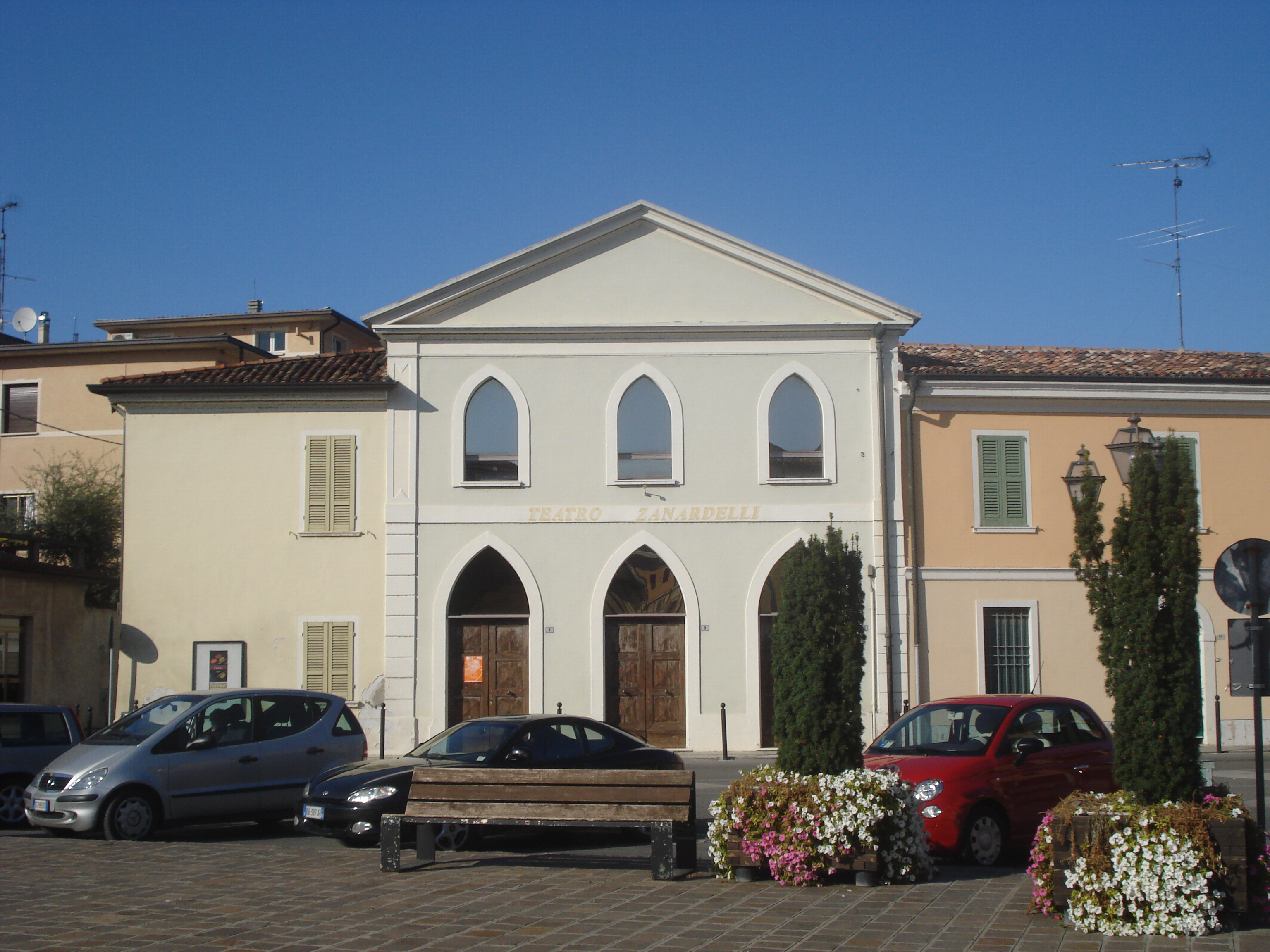
Il teatro Zanardelli o teatro comunale visto dalla piazza

Il centro della cultura gottolenghese e un punto di riferimento di tutta la Bassa bresciana è il teatro Zanardelli, struttura liberty di fine Ottocento costruita su due piani rialzati in grado di ospitare fino a un massimo di 200 persone, in cui ogni anno vengono proposte varie opere eseguite da diverse compagnie. Le commedie dialettali sono spesso eseguite dall'unica compagnia teatrale con sede in Gottolengo, la "QUO VADIS", diffusa però solo a livello locale.

### Cucina
Prodotto simbolo della tradizione agricola gottolenghese è la patata (una sagra della patata istituita nel 2002 si tiene generalmente nel mese di settembre), la cui coltivazione ha visto riconosciuta la denominazione comunale d'origine. Un altro prodotto tipico di Gottolengo è la marmellata. Sono inoltre diffusi, seppur tipici anche di altri luoghi lombardi, i tortelli di zucca, da consumarsi secondo la tradizione durante la cena della vigilia di Natale, e lo spiedo alla bresciana.

## Geografia antropica

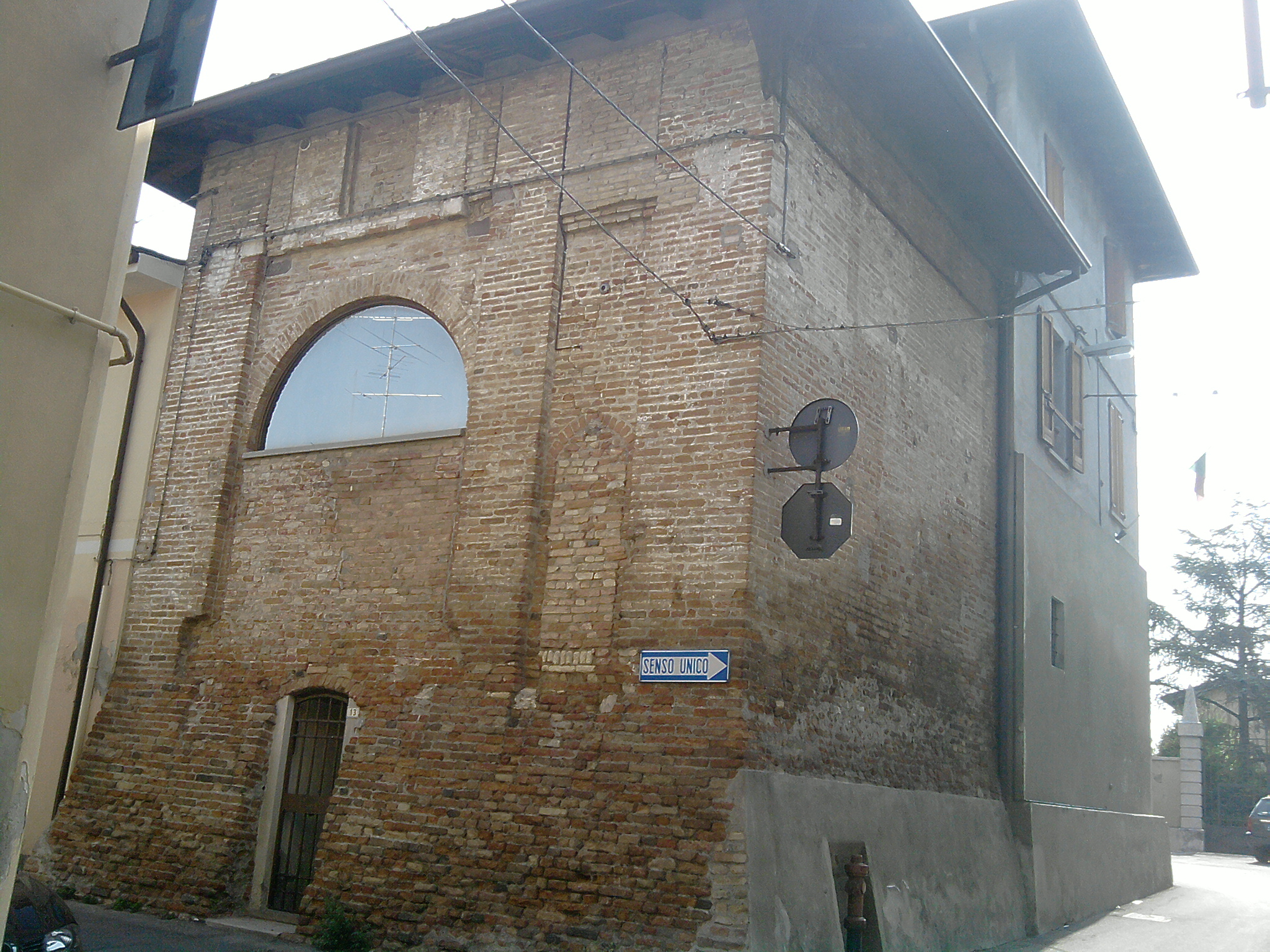
La casa-torre è ciò che oggi resta dell'antico sistema difensivo

### Urbanistica
La zona del centro attuale iniziò a essere abitata attorno alla seconda metà del II secolo a.C. dai Romani. I loro insediamenti erano però disomogenei e sparsi qua e là sul territorio senza una locazione fissa.
Le cose iniziarono a cambiare con la venuta dei Longobardi: re Desiderio infatti donò Gottolengo agli abati della Badia Leonense, che a seguito delle invasioni degli Ungari del X secolo provvidero a fortificare il paese. Fu costruito un borgoforte circondato da un fossato e difeso da terrapieni, al cui interno si trovavano la curtis monastica con la casa del padrone, la chiesa e le case dei servi; al di fuori della cinta muraria c'erano invece i capanni dei contadini che in caso di pericolo potevano rifugiarsi entro il borgo fortificato. In seguito al forte aumento della popolazione il borgoforte venne ampliato e attorno ad esso venne a crearsi un vero e proprio incastellamento ma, con il passare del tempo e la nascita delle armi da fuoco, il sistema difensivo del borgo cadde in rovina. Durante il periodo napoleonico il centro crebbe di importanza e furono creati nuovi quartieri, le antiche mura ormai decadenti furono abbattute ed i vecchi fossati furono con il tempo interrati, lasciando la casa torre come unica testimonianza dell'antico sistema murario.
L'impronta urbanistica di Gottolengo da allora non è molto cambiata. Significativi furono solamente negli anni sessanta e settanta i lavori di costruzione di due piccoli villaggi marcolini. Oggi nel comune sorgono varie aree verdi (parchi), come previsto dal Piano Regolatore Generale, mentre la discarica, situata al di fuori del centro abitato, è stata riqualificata e riadattata agli standard vigenti; l'acquedotto comunale, sito in paese, è gestito dall'A2A così come tutta la rete fognaria gottolenghese e i servizi di depurazione. Il territorio del paese non è soggetto ad alcun vincolo di tipo naturalistico e paesaggistico.

### Frazioni
Il comune di Gottolengo comprende sette frazioni, tra le quali Solaro è storicamente la più importante. Le altre località, di modeste dimensioni e che contano poche decina di abitanti ciascuna, sono: Solerino, Baldone, Remaglie, Segalana, Monticelle Sopra e Osteria.

#### Solaro
In passato Solaro è stata l'unica località importante di Gottolengo al di fuori del centro abitato principale. Il suo nome è di origine romana e deriva dalla parola latina Solarium che significa terrazzo soleggiato.
Determinante per il paese è stato l'ausilio fornito dalla frazione soprattutto in tempo di guerra, durante il quale venne anche usato come un rifugio. Oggi la località è costituita da una vecchia cascina a corte tipica della campagna bresciana, attualmente disabitata, e da un'antica chiesa dedicata a Sant'Antonio abate, protettore degli animali e personaggio molto venerato nell'area gottolenghese. Nella campagna circostante sorgono inoltre vecchie e nuove cascine circondate da campi coltivati. La frazione è collegata al paese tramite una strada comunale, che conduce fino all'imbocco della strada provinciale fra Ghedi e Isorella.

## Economia

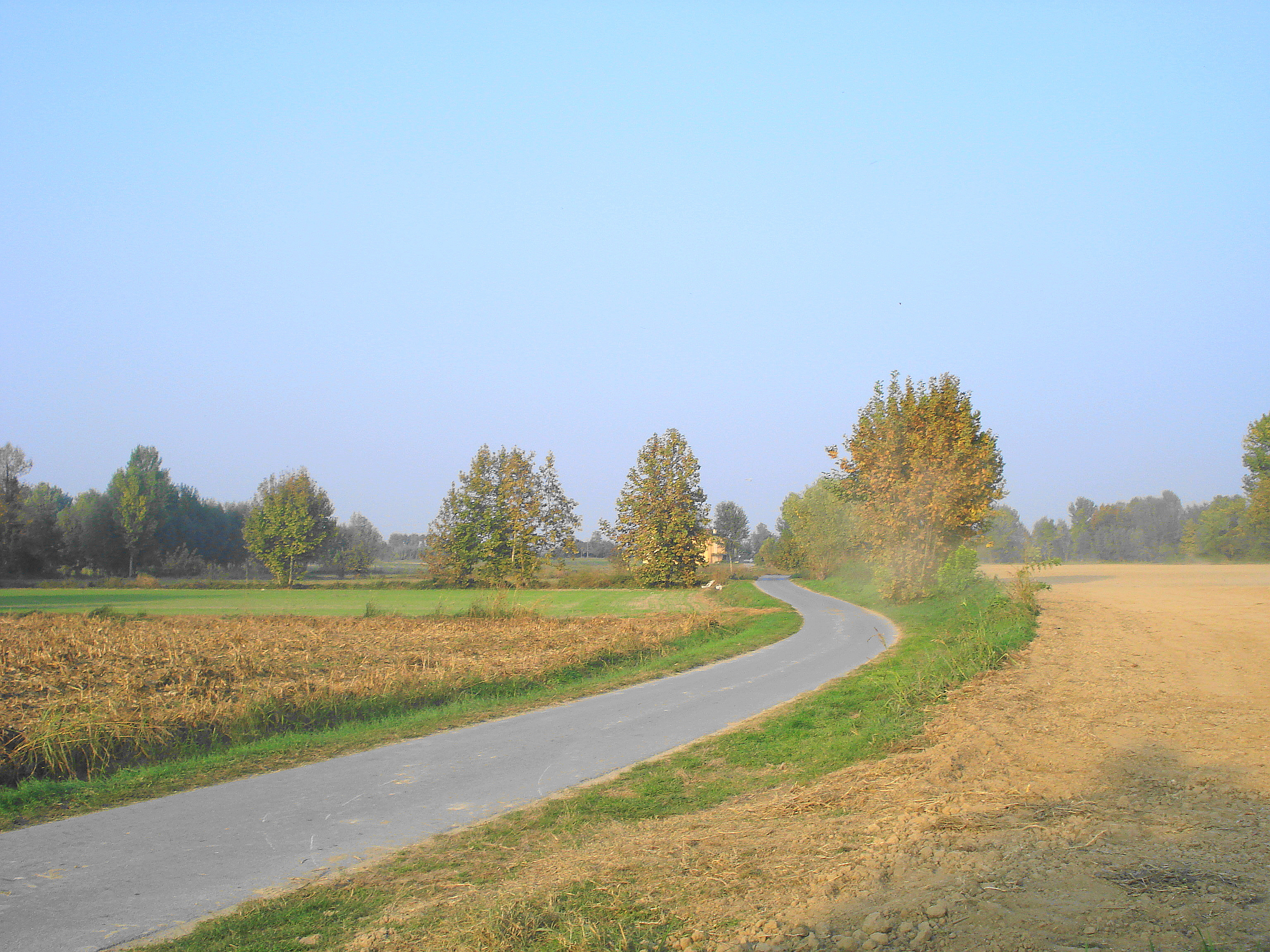
Strada fra i campi a riposo in autunno

### Agricoltura
Le prime massicce opere di bonifica nell'area vennero svolte dai monaci dell'abbazia di Leno che prosciugarono le zone paludose rendendole idonee per l'agricoltura e l'allevamento. Successivamente anche tra i secoli XVIII e XX furono intraprese importanti bonifiche, ma soprattutto opere di canalizzazione che resero la campagna gottolenghese simile a quella attuale.
Il territorio è oggi quasi interamente dedicato alla pratica dell'agricoltura, molti infatti sono i campi coltivati con mezzi intensivi tipici della val Padana e del nord Italia. I principali prodotti della terra sono costituiti dal mais e dal frumento ma, seppur in maniera minore, parte del raccolto è costituito anche dalla soia e dalla patata.

L'allevamento bovino, quello di pollame così come quello suinicolo sono molto sviluppati, mentre è assente quello ovino. Nel paese è praticata pure l'apicoltura.

### Industria
Le prime fabbriche, operanti solamente nel settore tessile, sorsero durante la dominazione veneta; tuttavia il vero boom industriale avvenne negli anni sessanta quando l'intera zona della Bassa Bresciana venne decretata area economicamente depressa. Ciò comportò un notevole stanziamento di fondi e agevolazioni fiscali affinché la creazione di vere e proprie industrie moderne fosse incentivata; pertanto solamente a partire da quegli anni iniziò un processo di diversificazione industriale.

Gottolengo è conosciuto per le sue marronate (dolce di castagne prodotto con i marroni della Val Camonica) è inoltre la patria della cotognata bresciana. Nel comune sorge infatti una fabbrica a conduzione familiare che fin dalla prima metà dello scorso secolo produce mostarde e salse varie. Altri stabilimenti presenti nel comune sono quelli in cui vengono fabbricati i punti metallici, quelli dell'industria meccanica, quelli che operano nel settore dell'elettricità e nelle industrie casearie e alimentari.

## Infrastrutture e trasporti

### Strade
Le principali arterie che servono il comune sono la strada provinciale VIII, che lo collega con Leno a nord e con Gambara a sud e la strada provinciale 11, che da Pavone del Mella attraversa Gottolengo e prosegue verso Isorella.

### Ferrovie e tranvie
Fra il 1914 e il 1932 la stazione di Gottolengo era servita da una tranvia della rete tranviaria extraurbana di Brescia, la Brescia-Ostiano, che si diramava verso Gambara dal bivio di Pavone del Mella.

### Mobilità urbana
Il territorio comunale insiste nella sottorete di trasporto pubblico locale della provincia di Brescia che ricomprende la Bassa pianura bresciana, l'area del Sebino e la Franciacorta. L'esercizio della mobilità interurbana in tale sottorete è garantito dagli autoservizi effettuati dal consorzio Trasporti Brescia Sud, costituito dalle società SIA, SAIA Trasporti e da APAM.

## Amministrazione
Elenco dei sindaci di Gottolengo dalla fine della Seconda Guerra mondiale:
| Periodo | Periodo | Primo cittadino    | Partito | Carica  | Note |
| ------- | ------- | ------------------ | ------- | ------- | ---- |
| 1945    | 1951    | Battista Antonini  |         | Sindaco |      |
| 1951    | 1958    | Oreste Benvenuti   |         | Sindaco |      |
| 1959    | 1960    | Amedeo Andrini     |         | Sindaco |      |
| 1960    | 1962    | Mario Frigerio     |         | Sindaco |      |
| 1962    | 1964    | Amedeo Andrini     |         | Sindaco |      |
| 1965    | 1975    | Cesare Gibellini   |         | Sindaco |      |
| 1975    | 1979    | Giorgio Mattarozzi |         | Sindaco |      |
| 1979    | 1993    | Giuliana Pezzi     |         | Sindaco |      |

Di seguito l'elenco dei sindaci eletti direttamente dai cittadini (dal 1993):
| Periodo          | Periodo          | Primo cittadino  | Partito                       | Carica  | Note |
| ---------------- | ---------------- | ---------------- | ----------------------------- | ------- | ---- |
| 22 novembre 1993 | 17 novembre 1997 | Sergio Antonini  | PDS                           | Sindaco |      |
| 17 novembre 1997 | 28 maggio 2002   | Romano Manfredi  | lista civica di centro-destra | Sindaco |      |
| 28 maggio 2002   | 7 maggio 2012    | Giuliana Pezzi   | lista civica di centro-destra | Sindaco |      |
| 7 maggio 2012    | 12 giugno 2022   | Giacomo Massa    | lista civica di centro-destra | Sindaco |      |
| 12 giugno 2022   | in carica        | Daniele Dancelli | lista civica di centro-destra | Sindaco |      |

## Sport

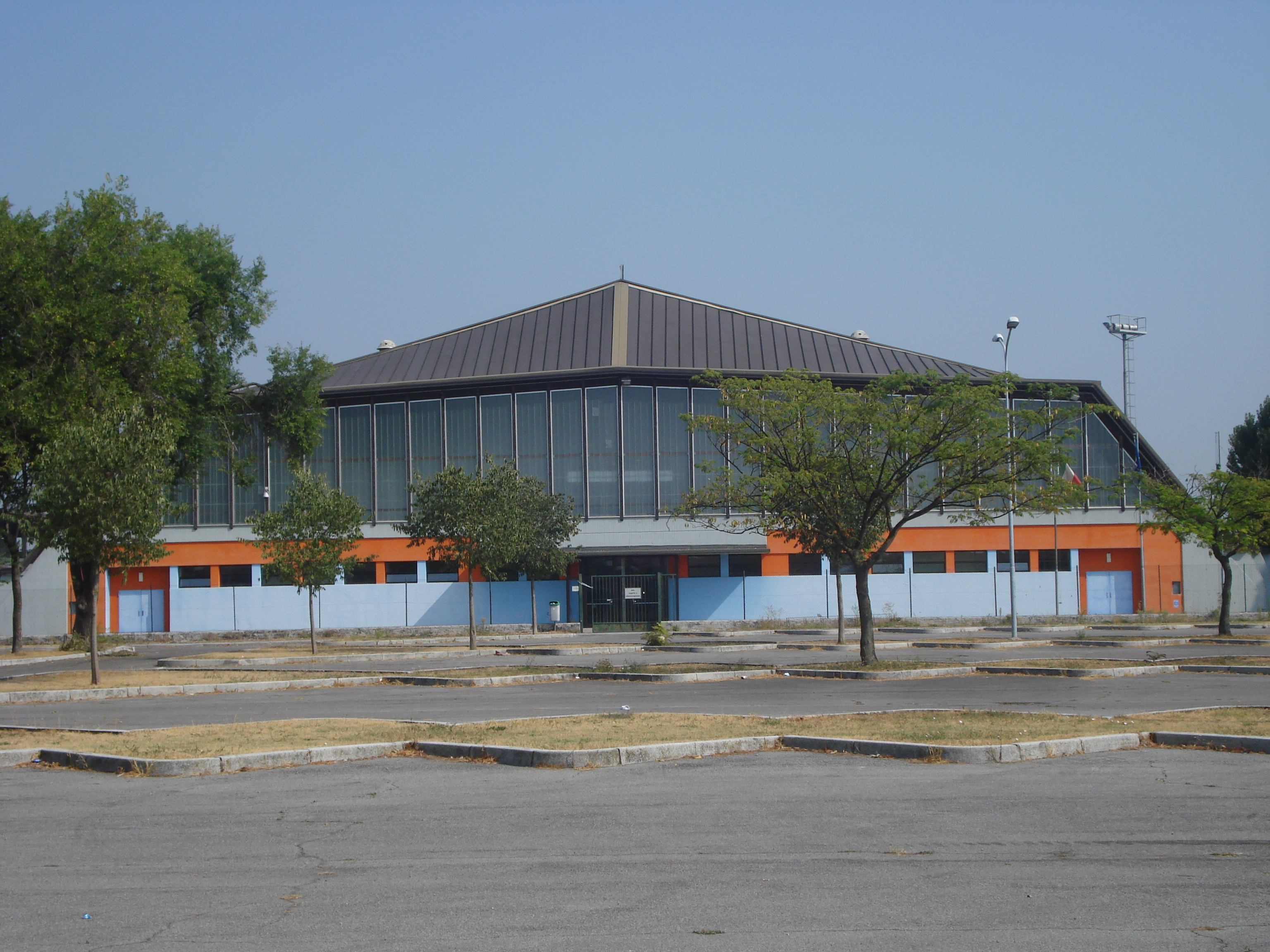
Il palazzetto dello sport

Attività sportiva rilevante di Gottolengo è la pallavolo, con la società pallavolistica femminile Juvolley che milita nel campionato di serie D, ma che è giunta a disputare il campionato di serie A negli anni settanta. Altri sport sono praticati a livello amatoriale, come il calcio, il karate e la pallacanestro.
L'impianto sportivo più importante è il palazzetto dello sport, costruito negli anni novanta, comprendente campo da calcio in erba, due campi da tennis e una palestra.